# Encyclopedie

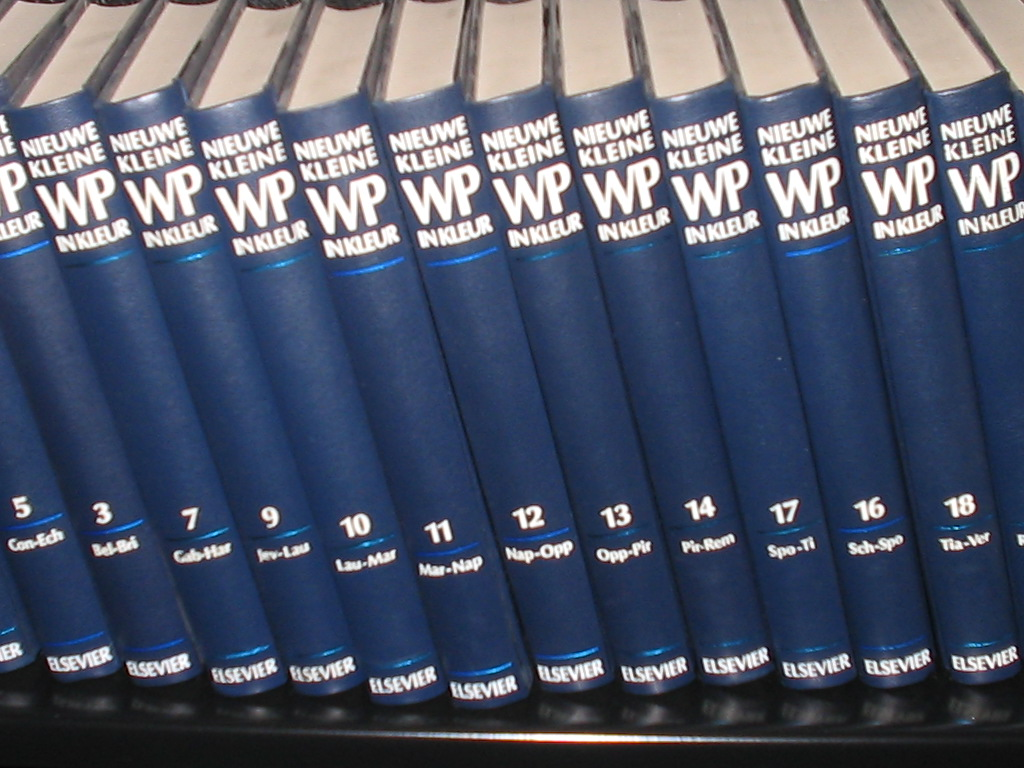
Een meerdelige encyclopedie (Kleine Winkler Prins Encyclopedie)

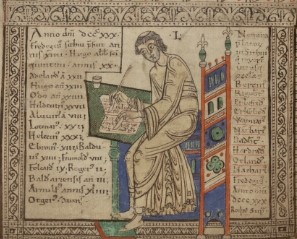
Fragment uit de encyclopedie "Liber Floridus", een poging om een compilatie te vervaardigen van alle vergaarde kennis. Gemaakt door Lambertus a St. Audomaro in 1121. Bewaard in de Universiteitsbibliotheek Gent.

Een encyclopedie (Grieks: ἐγκύκλιος παιδεία, enkuklios paideia, afgerond totaal van kennis) is een doorgaans alfabetisch gerangschikte verzameling lemma's met informatie over allerlei gebieden van kennis of over een gespecialiseerd terrein, vaak met aanvullingen zoals afbeeldingen, geluidsopnames en videomateriaal. Waar een woordenboek zich beperkt tot het geven van een definitie, synoniemen en taalkundige informatie over het woord, biedt een encyclopedie feitelijke kennis over het met dat woord aangeduide onderwerp, verklaart het belang en de ontwikkeling ervan, verhaalt hoe het onderwerp zich verhoudt tot een meer algemeen kennisgebied en verwijst naar eventuele onderdelen, afgeleiden en deelgebieden.
In de academische wereld wordt het woord encyclopedie ook gebruikt voor het leervak dat een algemene inleiding tot een wetenschap inhoudt en dat ingaat op de fundamenten van die wetenschap en de context met andere wetenschappen, met een overzicht van de verschillende vakdisciplines en dat in de bacheloropleiding wordt aangeboden.

## Etymologie

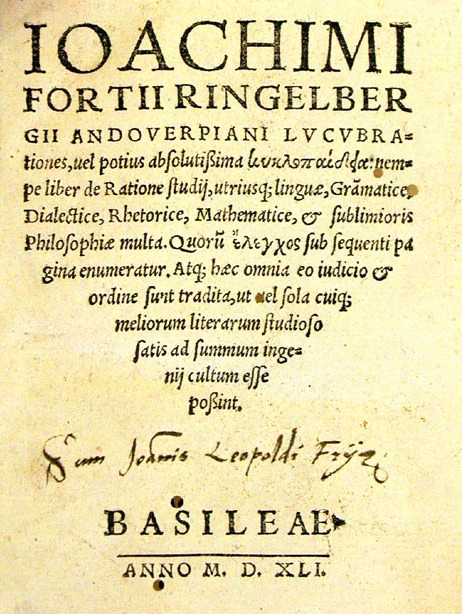
Lucubrationes vel potius absolutissima kyklopaideia van Joachimus Fortius Ringelbergius, Basel 1541, waarin het woord kyklopedeia voor het eerst op het titelblad verschijnt

De Latijnse term encyclopædia uit de Renaissance is afgeleid van het Grieks. Het Nederlandse woord encyclopedie stamt af van het klassiek Grieks "ἐγκύκλιος παιδεία" (transliteratie: "enkyklios paideia") en betekent letterlijk "algemene vorming" of "afgerond totaal van kennis". Het woord encyclopedie dateert uit de zestiende eeuw. Encyclopedische projecten van voor de zestiende eeuw werden eerst aangeduid als spiegel (Speculum) of som (Summa), later als woordenboek (Dictionnaire historique et critique van Pierre Bayle, 1697) of lexicon (Konversationslexikon van Brockhaus, 1796-1811).
Sommige encyclopedieën bevatten echter uitsluitend specialistische kennis op een enkel gebied. De term werd in 1541 voor het eerst (bijvoeglijk) gebruikt door de Antwerpenaar Joachimus Fortius Ringelbergius (ca. 1499–ca. 1556) in zijn werk Lucubrationes vel potius absolutissima kyklopaideia (Bazel, 1541). Als zelfstandig naamwoord in de titel kwam het als eerste voor in Encyclopaedia seu orbis disciplinarum tam sacrarum quam prophanarum epistemon (Bazel, 1559) van de Kroatische encyclopedist Pavao Skalić (1534-1575).
De ordening in rubrieken berust op een wetenschapssystematiek die teruggaat op de Artes Liberales uit het hellenistisch opvoedkundig model, en op de moderne systematiek der wetenschappen zoals die werd ontwikkeld door de filosoof sir Francis Bacon. De alfabetische ordening van een encyclopedie is van recentere datum.

## Soorten
Encyclopedieën kunnen algemeen van aard zijn en artikelen bevatten over allerlei onderwerpen, of ze kunnen gespecialiseerd zijn - bijvoorbeeld een medische encyclopedie of een taalkundige encyclopedie.
Naast algemene encyclopedieën bestaan er thematische encyclopedieën, bijvoorbeeld op het gebied van de film, gezondheidszorg, kunst, popmuziek, planten, dieren, geschiedenis, wijn, auto's, landen of lesbianisme. Bovendien bestaan er encyclopedieën voor bepaalde doelgroepen zoals de Encyclopedie voor de jeugd.
Men onderscheidt ruwweg twee manieren waarop de informatie ontsloten wordt:
- het Angelsaksische type, met enkele lange, diepgravende, veelal thematisch opgezette artikelen, en een uitgebreid register. Het bekendste voorbeeld is de Encyclopædia Britannica.
- het Duitse type (Konversationslexicon), met een groot aantal beknopte artikelen.

Een encyclopedie wordt samengesteld door encyclopedisten.
Doorgaans is er een centrale redactie die vakspecialisten inhuurt om artikelen te schrijven of bij te werken.

## Verkoop
De aankoop van een encyclopedie op papier was een kostbare zaak, waarmee uitgevers veel geld konden verdienen. De verkoop gebeurde regelmatig via (al dan niet telefonische) colportage, waarbij de verkopers uitgebreid wezen op het belang van het in huis hebben van een encyclopedie (bijvoorbeeld "voor de kinderen"). Een encyclopedie gold vroeger als een aankoop voor het leven. Dat geldt niet voor de digitale versie. Van diverse encyclopedieën op cd-rom komen elk jaar nieuwe versies uit.

## Geschiedenis

### Vroege encyclopedieën

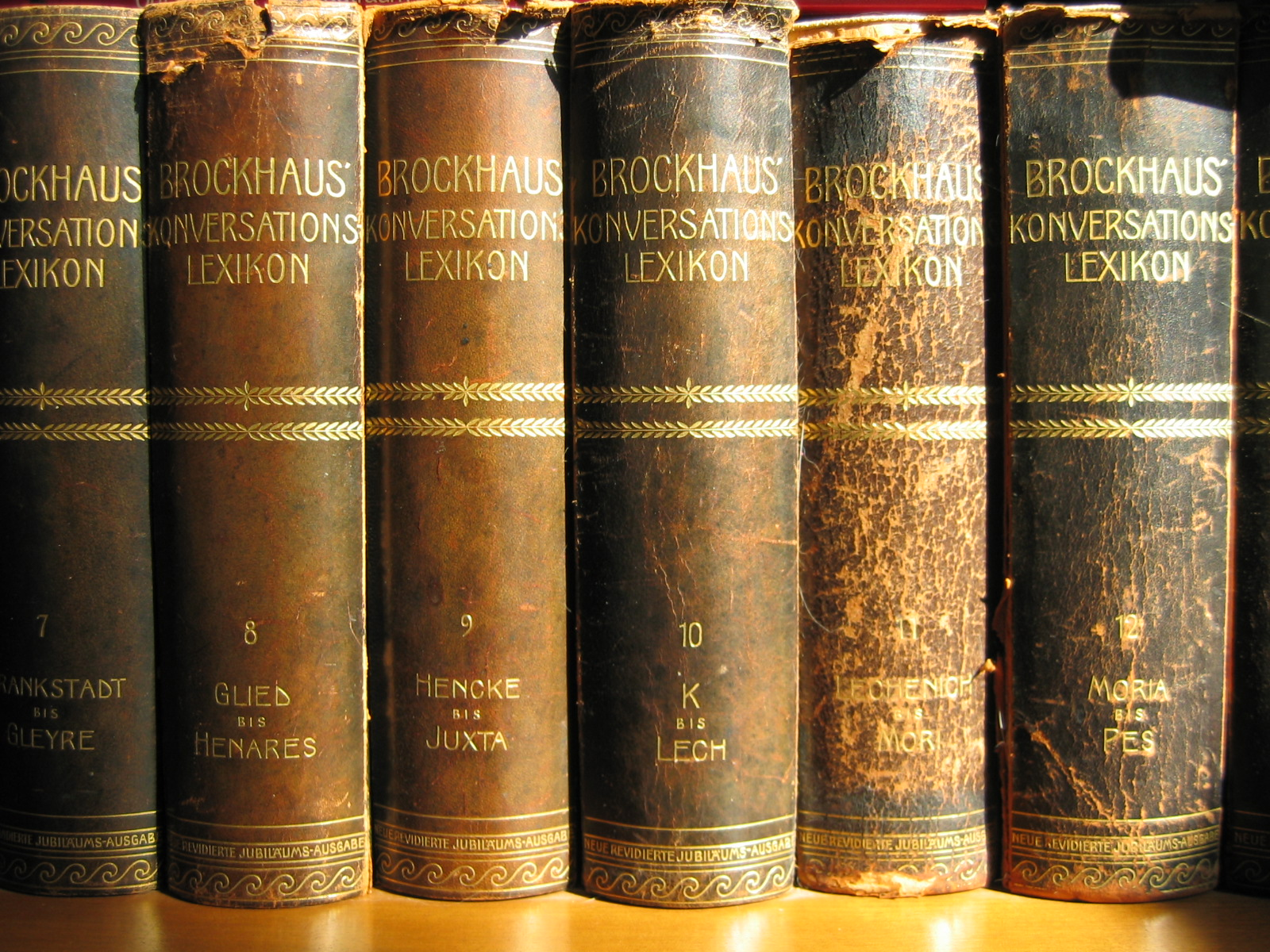
Delen van een oude editie van de Brockhaus, een Duitstalige encyclopedie

De bij de Grieken aanwezige behoefte om de wetenschappelijke kennis te inventariseren ten dienste van de opvoeding van de vrije burger leidde tot het schrijven van repertoria, die als vroegste voorlopers van de encyclopedie kunnen worden aangemerkt. Zo schreef volgens de overlevering Plato's leerling Speusippos een dergelijk repertorium, dat niet bewaard is gebleven. Het gezamenlijke werk van Aristoteles had een sterk encyclopedisch karakter, omdat daarin systematisch het geheel van kennis en wetenschap uit die tijd werd bestreken.
Bij de Romeinen kwamen de eerste werken voor die als een encyclopedie aangemerkt kunnen worden, zoals de Naturalis historia van Plinius de Oudere uit de 1e eeuw. 
De Etymologiae van Isidorus van Sevilla is een encyclopedisch werk uit de 7e eeuw dat eeuwenlang groot gezag genoot. Een belangrijk werk was ook de Suda, een encyclopedie uit de 10e eeuw over klassieke en Byzantijnse schrijvers. Dankzij de Suda is veel kennis over de Griekse oudheid bewaard gebleven.

### Middeleeuwen

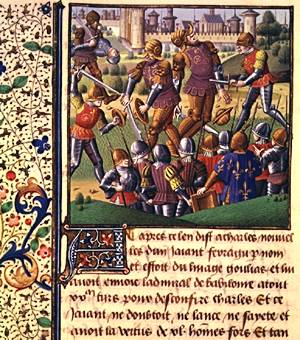
Vincenzo di Beauvais: Speculum Maius. Ca. 1463.

Uit de 13e eeuw is het Speculum maius van Vincent van Beauvais bekend, een zeer omvangrijk werk van 80 delen. Andere middeleeuwse encyclopedieën zijn onder meer:
- Hrabanus Maurus – De rerum naturis
- Lambert van Sint-Omaars – Liber floridus (1090-circa 1121)
- Thomas van Cantimpré – De natura rerum (1230-1245)
- Bartholomaeus Anglicus – De proprietatibus rerum (circa 1250)
- Brunetto Latini – Li Livres dou Tresor (na 1260)
- Jacob van Maerlant – Der naturen bloeme (circa 1270)

### Latere encyclopedieën
De Brit John Harris (ca. 1666–1719) wordt vaak genoemd als de eerste die in 1704 het nu bekende encyclopedieformaat bepaalde met zijn Lexicon Technicum: or, An Universal English Dictionary of Arts and Sciences: Explaining not only the Terms of Art, but the Arts Themselves . Zijn landgenoot Ephraim Chambers publiceerde in 1728 een hierop gebaseerd naslagwerk genaamd Cyclopaedia. De Encyclopædia Britannica begon bescheiden: tussen 1768 en 1771 werden drie delen gepubliceerd. De editie van 2010 was de laatste papieren uitgave van de voornoemde encyclopedie.
Van de vroege algemene encyclopedieën is het bekendste voorbeeld wellicht de Franse Encyclopédie, geredigeerd door Jean le Rond d'Alembert en Denis Diderot, en uitgebracht in 1772. Dit naslagwerk was sterk polemisch en antiklerikaal: de Rooms-Katholieke Kerk en het christelijk geloof moesten het ontgelden. Pierre Larousse werkte in die traditie verder. Deze encyclopedie werd in veel landen verboden.
De Berlijnse arts Johann Georg Krünitz schreef tussen 1773 en 1796 de eerste moderne Duitse encyclopedie, de Oekonomische Encyklopädie. Van dit werk verschenen (grotendeels postuum) 242 delen met in totaal ongeveer 170.000 pagina's.
De Parijse encyclopedist en uitgever Pierre Larousse publiceerde de Grand Dictionnaire universel du XIXe siècle (zeventien delen van elk 1500 bladzijden), die verscheen tussen 1866 en 1877. Bij uitgeverij Larousse verscheen in de periode 1898-1907 ook de Nouveau Larousse illustré (zeven delen, met supplement) van Claude Augé (1854-1924), die opviel door de overvloedige illustraties. Van deze laatste encyclopedie, die meer informatief en educatief van karakter was, werden gedurende dertig jaar meer dan 250.000 exemplaren verkocht.
Otto's encyclopedie, oorspronkelijk uitgebracht door Jan Otto (in samenwerking met anderen) tussen 1880 en 1908, is de grootste encyclopedie in de Tsjechische taal. Tussen 1930 en 1943 werd een tweede reeks uitgebracht en van 1996 tot en met 2003 volgde een herdruk van de oorspronkelijke reeks. Vanwege de omvang en kwaliteit wordt de encyclopedie wel vergeleken met andere van zijn tijd, zoals de Encyclopædia Britannica.
Na de Tweede Wereldoorlog ontstond in Nederland de E.N.S.I.E., de Eerste Nederlandse Systematisch Ingerichte Encyclopaedie, waarvoor reeds in 1943 het initatief genomen werd door de toenmalige Amsterdamse Boek- en Courantmaatschappij N.V. Deze encyclopedie bestond uit verschillende delen en werd pas in 1950 gepubliceerd. Belangrijke medewerkers waren Jan Romein,  Hendrik Pos, Oene Noordenbos en Hendrik Kramers.

### Opkomst van de digitale encyclopedie
Ongeveer vanaf de jaren 90 van de 20e eeuw verschenen de eerste digitale encyclopedieën: deze waren niet meer op papier, maar op cd-rom of dvd of online toegankelijk. Deze waren al snel veel goedkoper, bij een gelijk aantal of zelfs groter aantal en uitgebreidere artikelen, dan de gedrukte exemplaren. Een ander verschil met voorheen was dat aanpassingen aan artikelen snel doorgevoerd kunnen worden en beschikbaar gesteld aan klanten zonder dat deze een jaarlijks te verschijnen supplement moeten aanschaffen of zelfs een hele nieuwe druk moesten bestellen. Dit betekende het einde van de papieren encyclopedieën. Na 1993 zijn er in Nederland geen grote encyclopedieën meer op papier verschenen: de negende druk van de Winkler Prins, verschenen tussen 1990 en 1993, was de laatste.
De Encyclopædia Britannica kwam in 1999 kosteloos beschikbaar op het internet; de uitgever hoopte op voldoende advertentie-inkomsten, maar stapte al snel over op betaalde abonnementen. De Encyclopædia Britannica Eleventh Edition, de editie uit 1911 van de Encyclopædia Britannica, is integraal beschikbaar op het web; deze editie is publiek domein omdat ze meer dan 70 jaar oud is.
Een andere encyclopedie, Microsoft Encarta, verscheen in de jaren 1990 op cd-rom en later op het web. Dit project is in 2009 stopgezet.
In januari 2001 ging Wikipedia van start: een digitale encyclopedie uitgevoerd als een wiki, een project waarin iedereen met een internetaansluiting tekst, beeld en geluid kan toevoegen en veranderen. Binnen enkele jaren groeide Wikipedia uit tot de grootste en meest geraadpleegde encyclopedie ooit. Uit een onderzoek uit 2005 bleek dat de kwaliteit van veel Wikipedia-artikelen toen nog steeds niet veel verschilde met die van een 'gesloten' encyclopedie.

## Encyclopedieën in het Nederlands
De eerste volwaardige Nederlandstalige encyclopedie, de Winkler Prins Encyclopedie, werd eigenhandig geschreven door Anthony Winkler Prins en bestond uit zestien delen (1870-1882). De hoogtijdagen voor Nederlandstalige encyclopedieën waren de eerste decennia na de Tweede Wereldoorlog.